# Ophion obscuratus
Ophion obscuratus là một loài tò vò trong họ Ichneumonidae.